# Vittorio Grigolo
Vittorio Grigòlo (Arezzo, 19 febbraio 1977) è un tenore italiano.

## Biografia
Vittorio Grigòlo è nato ad Arezzo ed è cresciuto a Roma, dove ha studiato canto alla Schola Puerorum cantorum della Cappella Sistina. Qui viene "scoperto" da padre Giovanni Maria Catena, responsabile della scuola, e incoraggiato a calcare i palcoscenici dei teatri lirici. A soli dodici anni, con la direzione del Maestro Domenico Bartolucci nel 1989, partecipa alla tournée di concerti negli USA. Con il coro della Cappella Sistina, ha cantato nei Teatri e University di Tempe, Arizona- PalmDesert, Los Angeles, San Diego, Glendora, Costa Mesa Santa Barbara, Visalia, San Francisco, Portland, California, Victoria, Vancouver, Canada.
Il 13 dicembre 1990 esordisce tredicenne al Teatro dell'Opera di Roma nella Tosca interpretando un pastorello al fianco di Luciano Pavarotti e Raina Kabaivanska e si rivela ai critici che, come possibile erede di Pavarotti, lo soprannominano "Pavarottino".
A 17 anni prosegue gli studi con il basso Danilo Rigosa, nel circuito lirico e con il Teatro Opera Studio di Adria, debutta Petite Messe Solennelle, L'elisir d’amore e Il barbiere di Siviglia. nel 1998 comincia a farsi conoscere fuori dai confini nazionali interpretando Don Narciso ne “Il turco in Italia” di Gioachino Rossini, alla Kammeroper di Vienna.
In ottobre 2000, in occasione della riapertura della Chiesa di S.Stefano al Ponte Vecchio, è stato nuovamente diretto da Monsignor Bartolucci, nella prima esecuzione assoluta integrale della Natività. Nel 2000 a soli 23 anni, è il più giovane tenore nella storia italiana a cantare al Teatro alla Scala per il concerto di apertura dell’anno Verdiano, con la direzione del maestro Riccardo Muti.
Nel 2002 torna al Teatro dell’Opera di Roma, dove canta ne L'elisir d’amore e nella prima di Romanza – Una favola italiana. In pochi anni Vittorio Grigòlo comincia a esibirsi sui palcoscenici più importanti del mondo, sotto la direzione di Riccardo Chailly, Lorin Maazel, Zubin Mehta, Riccardo Muti, Myung-whun Chung, Daniel Oren, Antonio Pappano, Evelino Pidò e altri.
Nel 2010 debutta oltreoceano nel ruolo di Rodolfo ne La bohème in scena alla Metropolitan Opera House di New York. Nello stesso periodo Grigòlo amplia il proprio repertorio con i ruoli principali dell’opera italiana e francese. Nel giugno 2011 approda alla Scala di Milano con Roméo et Juliette di Gounod, in coppia con la georgiana Nino Machiadze. Il 4 e 5 settembre 2010, sotto la regia di Marco Bellocchio, veste i panni del Duca di Mantova nel Rigoletto a Mantova, una celebre diretta televisiva RAI, diffusa in tutto il mondo. Nello stesso anno partecipa ad Atene all’apertura Special Olympics Ceremony esibendosi in Nessun dorma e in duetto con la cantante greca Glykeria.
L’anno seguente è il protagonista del video “The Bad Boy Of Opera” realizzato da Bruce Weber per Vanity Fair Italia, mentre cresce la sua popolarità negli Stati Uniti, dove frequenta Robin Williams, Oprah Winfrey e collabora con le Pussycat Dolls.
Grigòlo è stato il primo tenore a rappresentare due celebri opere su palcoscenici del tutto inediti: La traviata nella stazione centrale di Zurigo (2008) e L'elisir d'amore nell’aeroporto di Malpensa (2015).
Grigòlo ha ricevuto l'European Border Breakers award per il suo primo album solista In the Hands of love (Polydor), il Best Tenor 2011 di L’Opera Magazine per la performance come Des Grieux presso la Royal Opera House di Londra (2010) e il prestigioso ECHO Klassik Newcomer of the Year nel 2011.
Nel 2015 il Comune di Sorrento gli conferisce il Premio Caruso per il contributo alla diffusione della cultura italiana nel mondo e sempre nel 2015 riceve il Tiberini d’Oro come riconoscimento alla sua carriera di successo nell'opera.
L’anno seguente è la volta del Distinguished Artistic Leadership Award da parte dell’Atlantic Council per il contributo verso il rafforzamento delle relazioni transatlantiche e del Premio Puccini 2016, come riconoscimento per l’espressiva e appassionante interpretazione di uno dei ruoli più affascinanti del repertorio pucciniano, Rodolfo. Ed è proprio con Rodolfo che Grigolo ha calcato i maggiori teatri del mondo, compreso lo scenario suggestivo dell’Arena di Pompei, sotto la direzione di Alberto Veronesi, Presidente della Fondazione Festival Pucciniano cui è stata affidata la consegna di questo prestigioso premio.
Nel 2016 è anche e è la volta del Distinguished Artistic Leadership Award da parte dell’Atlantic Council per il contributo verso il rafforzamento delle relazioni transatlantiche e del Premio Puccini 2016, come riconoscimento per l’espressiva e appassionante interpretazione di uno dei ruoli più affascinanti del repertorio pucciniano, Rodolfo. Ed è proprio con Rodolfo che Grigòlo ha calcato i maggiori teatri del mondo, compreso lo scenario suggestivo dell’Arena di Pompei, sotto la direzione di Alberto Veronesi, Presidente della Fondazione Festival Pucciniano cui è stata affidata la consegna di questo prestigioso premio.
Nel 2017 partecipa al cortometraggio d’autore The Good Italian parte III accanto al Principe di Soragna / Giancarlo Giannini.
Il 6 settembre 2017, prende parte alla serata evento all'Arena di Verona per i 10 anni dalla scomparsa di Pavarotti, durante la quale Grigòlo canta il brano Luciano, con parole e musica scritte da Nicola Piovani.
Nel 2017 riceve il NIAF Svent Award dalla National Italian American Foundation. Nello stesso anno interpreta con apprezzamenti di critica e pubblico il ruolo di Cavaradossi in un allestimento della Tosca al Metropolitan.
Nel 2018 gli viene conferito il premio The Opera News Awards per il suo contributo al mondo dell’opera.
Nel 2019 partecipa al programma Amici di Maria De Filippi in qualità di direttore artistico.
Nel settembre 2019 viene sospeso dalla compagnia del Covent Garden, a seguito di un'indagine interna per presunte molestie sessuali. Durante la tournée della Royal Opera House in Giappone, la sera del 18 settembre, al calare del sipario sul Faust di Gounod avrebbe molestato una corista e, alle proteste dei colleghi, avrebbe reagito in maniera aggressiva. Sostituito nelle recite successive dal russo Georgij Vasilev, viene temporaneamente sospeso anche dalla Metropolitan Opera House, in via cautelativa. In seguito a indagini interne, nel dicembre dello stesso anno il tenore viene licenziato per il suo comportamento "inappropriato ed aggressivo" sia dalla Royal Opera House che dal Metropolitan, dove avrebbe dovuto cantare i ruoli principali rispettivamente in Lucia di Lammermoor e La traviata nel 2020. Nonostante il clamore mediatico, il tenore riprende regolarmente la sua attività esibendosi alla Scala con L'Elisir d'amore dal 1º ottobre Partecipa in qualità di ospite alla quinta e ultima puntata del festival di Sanremo 2020, cantando prima della proclamazione del vincitore.
In occasione della Festa della Repubblica italiana del 2 giugno 2020 interpreta l'inno nazionale (Il Canto degli Italiani) nell'Arena di Verona vuota a causa delle restrizioni per il COVID-19. Grigòlo torna a cantare l'Inno nazionale il 18 aprile 2021, in occasione del GP di Imola della Formula 1.

## Album di debutto
Grigòlo registrò il primo album da solista, In the Hands of Love, cantando musica pop/opera. Il Classical Advisory Panel of England non inserì l'album fra quelli di musica classica, definendolo classico al 35.7% (mentre per accedere alle classifiche della classica la percentuale deve essere del 60%). In the Hands of Love debuttò nella Top 10 delle classifiche del Regno Unito, raggiungendo la posizione numero 6 e stabilendo un nuovo record di vendite. L'album contiene una interpretazione di "Bedshaped" dei Keane, "Maria" da West Side Story, "All in Love Is Fair" di Stevie Wonder e un duetto con Katherine Jenkins dal titolo "You Are My Miracle".
L'album venne lanciato negli Stati Uniti d'America nel settembre 2006 con il semplice titolo Vittorio. La versione statunitense del duetto "You Are My Miracle" è cantata da Nicole Scherzinger dei Pussycat Dolls. Lo stesso album venne poi pubblicato in Australia il 23 ottobre 2006.
Grigòlo e Hayley Westenra, rispettivamente nei ruoli di Tony e Maria, hanno registrato West Side Story assieme alla Leonard Bernstein Foundation, per festeggiare il 50º anniversario del musical. La registrazione di West Side Story ha raggiunto il numero 1 dell'UK Classic FM Chart.
Il 1º ottobre 2010 ha pubblicato il suo secondo album solista, The Italian Tenor.

## Premi e nomination

### Premi
La Commissione europea ha insignito Grigòlo e Romano Musumarra dell'European Border Breakers Award, assieme alla casa discografica, autori e produttori, come album di un debuttante che ha raggiunto le più alte soglie di vendita nel 2006 in Unione Europea, al di fuori del paese in cui è stato prodotto.
Il Capri/Hollywood Film Festival ha insignito Grigòlo del Grigòlo Capri Exploit Music Award. La cerimonia di premiazione è avvenuta a Capri il 1º gennaio 2008, dove Grigòlo ha cantato un tributo a Leonard Bernstein.

### Nomination
- Grammy Award 2008 Best Musical Show Album - West Side Story

## Discografia
- In the Hands of Love - 2006
- Bernstein, West Side Story - con Hayley Westenra/Royal Liverpool Philharmonic - 2007 Decca
- The Italian Tenor, Vittorio Grigolo/Orchestra e Coro del Teatro Regio di Parma/Pier Giorgio Morandi - 2010 Sony
- Arrivederci, Vittorio Grigolo/Orchestra e Coro del Teatro Regio di Parma/Pier Giorgio Morandi - 2011 Sony
- Ave Maria, Vittorio Grigolo - 2012 Sony
- Les plus grands airs de l'opéra italien, 2013 Sony
- The Romantic Hero, Vittorio Grigolo - 2014 Sony

## DVD
- Vittorio: Dreams of Rome, 2006 Decca (sampler di 8 minuti alla Villa Adriana di Tivoli)
- Otello (Verdi), con José Cura - Gran Teatre del Liceu 2006 Opus Arte/Naxos/TVE
- Puccini, Gianni Schicchi (nel Trittico) - Riccardo Chailly/Leo Nucci/Nino Machaidze, regia Luca Ronconi, Teatro alla Scala 2008 Hardy Classic/RAI
- Verdi, Rigoletto a Mantova, 2010 RAI
- Verdi, Messa da Requiem - Julianna DiGiacomo/Michelle DeYoung/Vittorio Grigolo/Ildebrando D'Arcangelo/Los Angeles Master Chorale & Philharmonic Orchestra/Gustavo Dudamel, Hollywood Bowl 2013 C Major/Naxos